# Дом Джорджа Реника
Дом Джорджа Реника (англ. Renick House) — это историческое здание в западной части города Чилликоти, штат Огайо, США. Дом также известен как Paint Hill.

## История
Построенный в 1804 году, дом представляет собой двухэтажное каменное сооружение в форме латинской буквы «L». Среди его наиболее заметных особенностей — фронтоны и большие дымоходы на каждом из фасадов, массивный центральный дымоход и центральный парадный вход с крыльцом с декоративным фронтоном. Фасад из песчаника дома имеет шесть проёмов: три окна на втором этаже и дверь и два окна на первом.
Этот дом в федеральном стиле был построен под руководством Пресли Морриса. Его первым жителем был видный житель города Чилликоти Джордж Реник, который внёс свой вклад в развитие животноводства в Огайо. Он стал первым фермером с большим поголовьем скота в регионе и под его руководством девяносто шесть голов скота были перевезены из долины реки Сциото в Балтиморе, штат Мэриленд. Среди более поздних владельцев дома была пресвитерианская община, которая использовала его как усадьбу для своего служителя. В 1904 году дом был перестроен путем добавления флигеля с одной из сторон дома.
В 1973 году дом Реника был включен в Национальный реестр исторических мест. Зданию был присвоен статус памятника благодаря его хорошо сохранившейся исторической архитектуры, и его связи с Джорджем Реником. Находящееся рядом небольшое здание было достаточно тесно связано с историей дома, чтобы его также можно было включить в список в качестве вспомогательного имущества.